# Daphniphyllum majus
Daphniphyllum majus är en tvåhjärtbladig växtart som beskrevs av Muell.-arg.. Daphniphyllum majus ingår i släktet Daphniphyllum och familjen Daphniphyllaceae.

## Underarter
Arten delas in i följande underarter:
- D. m. deciduum
- D. m. phanrangense
- D. m. pierrei